# Bröckau

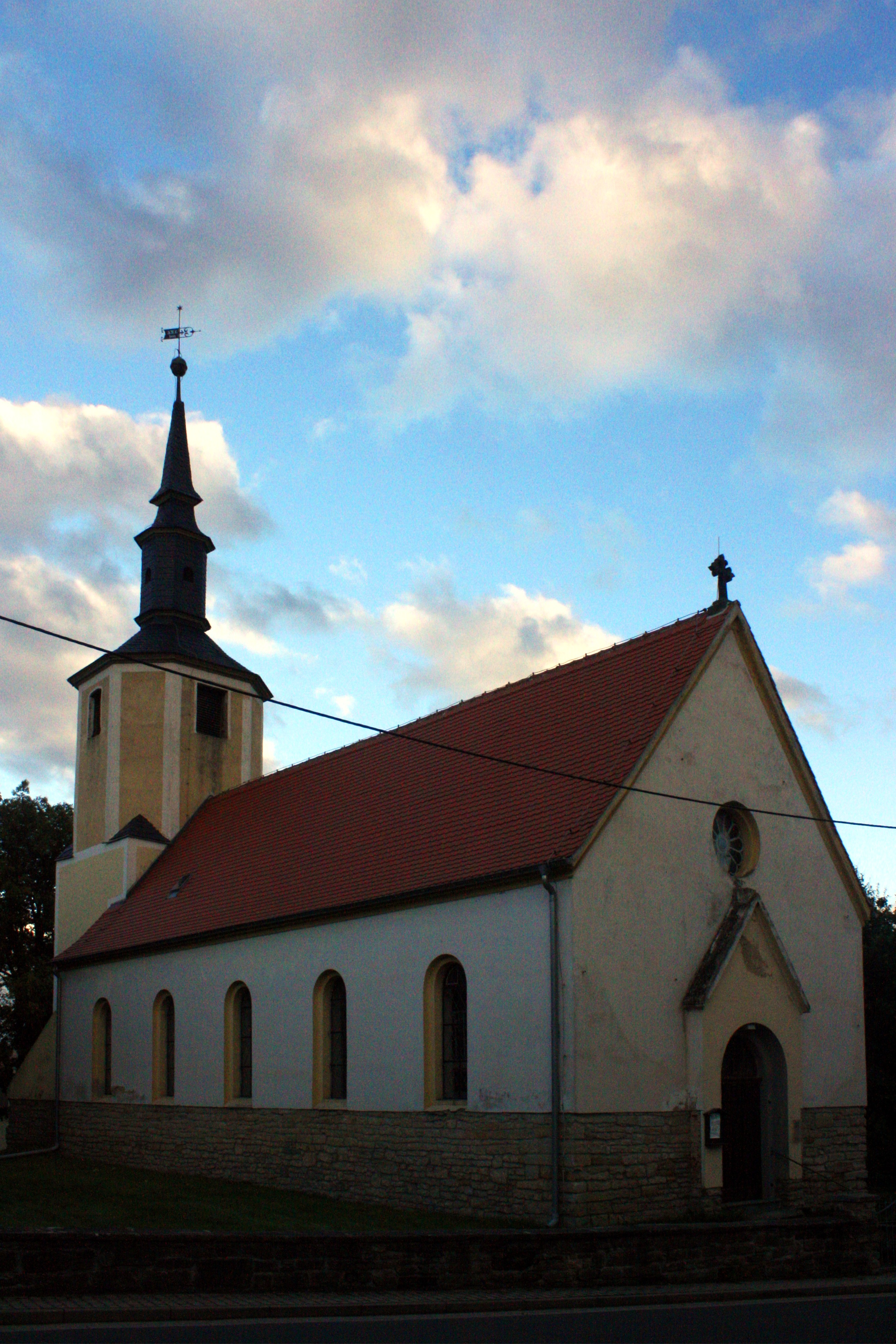
Kerk

Bröckau is een plaats en voormalige gemeente in de Duitse deelstaat Saksen-Anhalt, en maakt deel uit van de Landkreis Burgenlandkreis.
Bröckau telt 416 inwoners.